# Трисилицид гептаплатины
Трисилицид гептаплатины — бинарное неорганическое соединение
платины и кремния
с формулой Pt7Si3,
кристаллы,
не растворяется в воде.
Соединению также приписывается формула Pt12Si5.

## Получение
- Спекание стехиометрических количеств чистых веществ:

{\displaystyle {\mathsf {7Pt+3Si\ {\xrightarrow {986^{o}C}}\ Pt_{7}Si_{3}}}}

## Физические свойства
Трисилицид гептаплатины образует кристаллы
тетрагональной сингонии,
пространственная группа I 4/n,
параметры ячейки a = 1,3404 нм, c = 0,5451 нм, Z = 8.
При температуре 280°С происходит переход в фазу
тетрагональной сингонии,

параметры ячейки a = 1,3395 нм, c = 0,554 нм, Z = 8.
Не растворяется в воде.